# ريغي جونز (عداء سريع)
ريغي جونز (بالإنجليزية: Reggie Jones)‏ هو عداء سريع أمريكي، ولد في 30 ديسمبر 1953.

## وصلات خارجية
- ريغي جونز على موقع الاتحاد الدولي لألعاب القوى (الإنجليزية)